# Castillo de Ainay-Le-Vieil
El castillo y parque de Ainay-le-Vieil (en francés: Château et Parc du Château d'Ainay-le-Vieil) es un castillo-museo de Francia, con un jardín adyacente que cuenta con un pabellón y un arboreto de 7 hectáreas de extensión de propiedad privada, localizado en la comuna de Ainay-le-Vieil, en la región de Centro-Val de Loira. 

## Localización
El castillo está situado al sur del territorio de la comuna de Ainay-le-Vieil es una población y comuna francesa, situada en la región de  Centro, departamento de Cher, en el distrito de Saint-Amand-Montrond y cantón de Saulzais-le-Potier.
Parc du Château d'Ainay-le-Vieil 7 rue du Château, 45130 Ainay-le-Vieil, Département de Cher, Region de Centre, France-Francia.
Planos y vistas satelitales, 46°40′05.16″N 2°32′58.92″E / 46.6681000, 2.5497000

## Historia

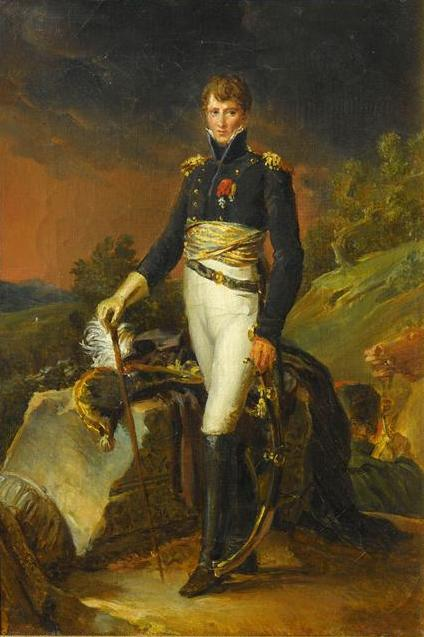
Auguste François-Marie, baron de Colbert-Chabanais (1777-1809), general, François Pascal Simon, baron Gérard (1770-1837), 1809, château de Versailles.

El castillo de Ainay-le-Vieil es una de las fortalezas feudales del siglo XIV mejor conservadas. Situado en medio de la localidad el château d'Ainay-le-Vieil fue construido en el siglo XIV sobre el emplazamiento de una fortaleza del siglo XII.
El actual fue construido alrededor de 1330-1340 por Jean de Sully, presenta la forma de un gran recinto poligonal de ocho lados. Pasó el siglo XV a la familia de Culan.
Fue adquirida en 1467 por la familia de Bigny (Charles de Chevenon de Bigny), quien aprovechando la venida a Berry de los artistas que participaron en la construcción del Palacio de Jacques-Cœur de Bourges, construyó el pabellón Renacimiento.
Desde 1467, siempre ha pertenecido a la misma familia y se transmite por las mujeres.
En 1510, Claude Bigny, gobernador de la Bastilla, y su esposa, Jacqueline de L'Hôpital, construyeron la casa, en lugar de los viejos edificios, al noreste del recinto. 
El castillo, que figura como propiedad nacional durante la Revolución, permaneció sin dueño hasta mediados del siglo XIX. Se llevó a cabo la restauración general de edificios (muy arruinado durante el largo período sin inquilinos) entre 1855 y 1858.
Los propietarios actuales son descendientes de Jean-Baptiste Colbert ministro de Luis XIV de Francia. Este castillo es parte de la actual ruta turística de Jacques Cœur. 
Actualmente la puerta de entrada data del segundo Renacimiento. Los dos pabellones son de época del rey Luis XIII de Francia (siglo XVII). Las primeras fechas del jardín son de principios del siglo XVII y se convirtió en un parque natural, a mediados del siglo XIX. Las cartujas de Montreuils oeste que bordean el canal y el jardín son junto con ellas, los elementos más interesantes de los jardines de Ainay. La construcción de esta estructura puede datar de la primera mitad del siglo XIX.

## Protección
El castillo es objeto de varias protecciones sucesivas como monumento histórico. Se lo coloca por primera vez en la Lista de Monumentos Históricos 1862 antes de ser retirado en 1888. 
Las fachadas y cubiertas de todo el castillo (es decir, el recinto con torres, la entrada de la puerta y la vivienda residencial) y el foso hacia el exterior; el oratorio y el gran salón en el primer piso de la casa para el interior son objeto de una clasificación a título de monuments historiques desde el 1 de febrero de 1968.
Los jardines y los jardines, y los muros exteriores están sujetos a registro a título de monumentos históricos desde el 5 de julio de 1993.
Por último, tanto los pabellones de entrada del jardín, la pesquería y el plano de agua de la vecino, el huerto con el canal que rodea las chartreuses y el portal de entrada a la finca están sujetos a una clasificación como monumentos históricos desde el 3 de diciembre de 1998.

## Descripción
El château d'Ainay-le-Vieil presenta dos partes, una medieval y la otra pre-Renacentista.
De la época feudal subsiste un conjunto de murallas almenadas del recinto con nueve torres, equipadas con aspilleras y una pasarela. La presencia de mazmorras es un añadido más al carácter austero del edificio. La entrada a la fortaleza fue defendida por una poderosa puerta de entrada que, además de un sistema aturdidor estaba equipado con un puente levadizo. Ahora se sustituye por un puente fijo. Los fosos, aguas tranquilas, que corresponde a un ingenioso sistema de canales de riego de los jardines. La torre del homenaje desapareció durante el Renacimiento para ser sustituido por un corps de logis.
Con vistas al castillo, los dos pabellones que marcan la entrada a los jardines datan del Renacimiento, así como los canales que rodean la « “ Carré de l'Ile " » ("Plaza de la Isla") y el canal de derivación que alimenta el molino. A lo largo del tiempo, los jardines han evolucionado en la forma y circunstancias; las estructuras "Chartreuses" están  construidas dominando los canales para mejorar la calidad y la producción de frutas y un huerto ocupa la plaza de la isla en el siglo XIX, el parque es diseñado como paisajista. Actualmente tiene muchas hermosas especies de árboles. ciprés calvo, robles, tilos, plátanos ... Después de la tormenta de 1985, el parque fue remodelado y se crearon los jardines contemporáneos alrededor de los jardines de agua del Renacimiento y las Chartreuses en la localización de los que desaparecieron.

Detalles
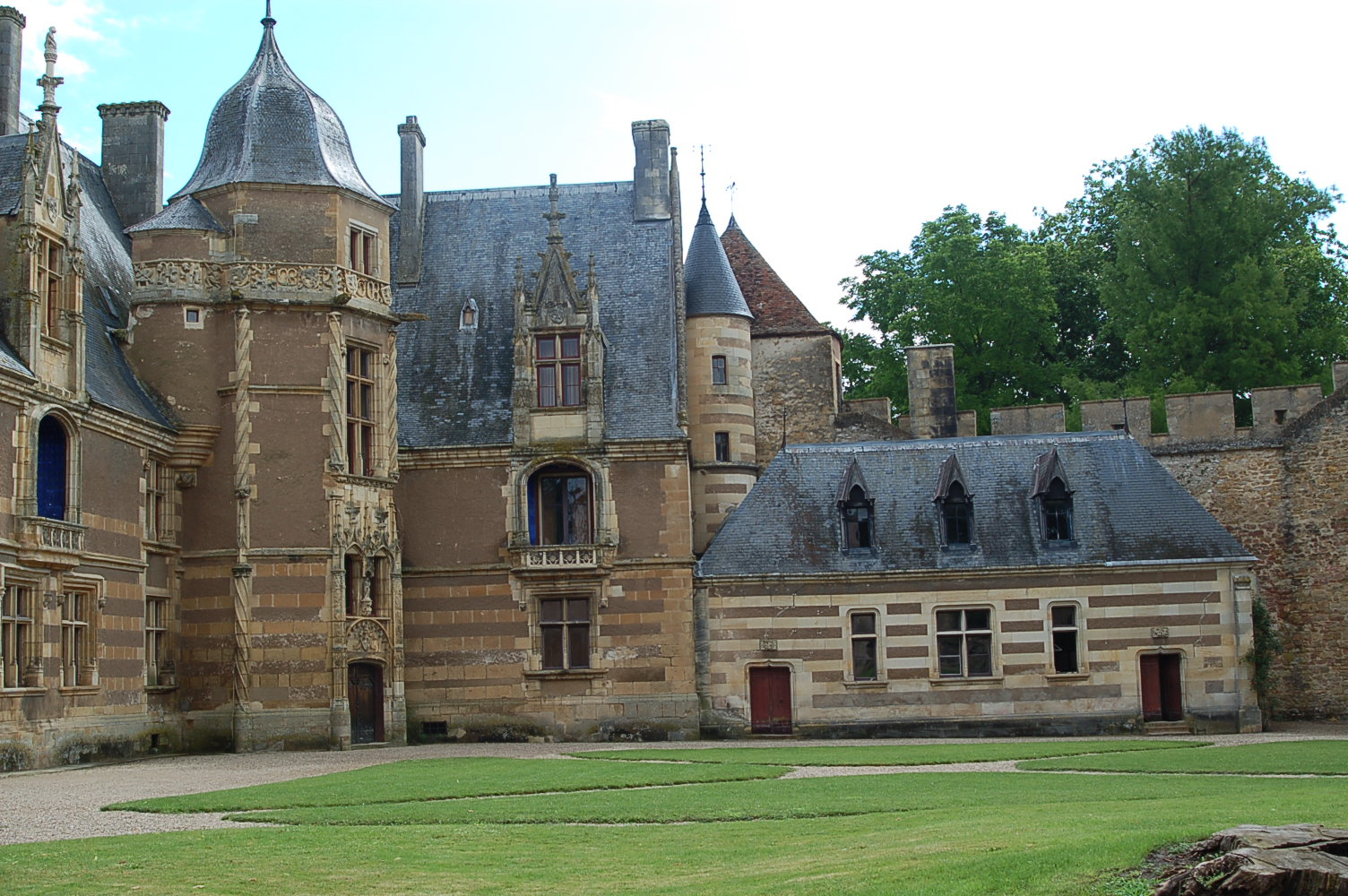
"Corps de logis" renacentista del château d'Ainay-le-Vieil.
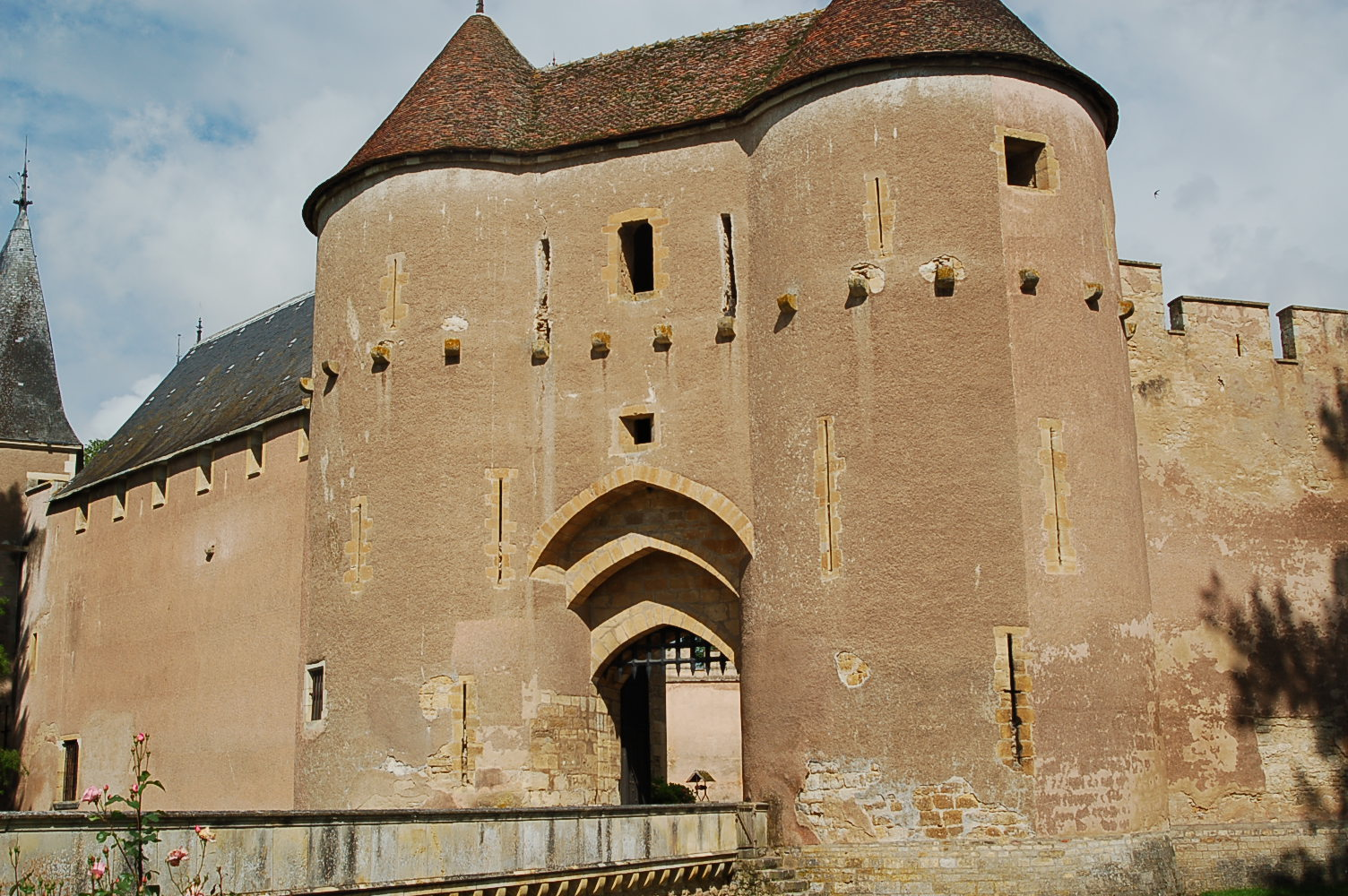
Entrada del castillo.
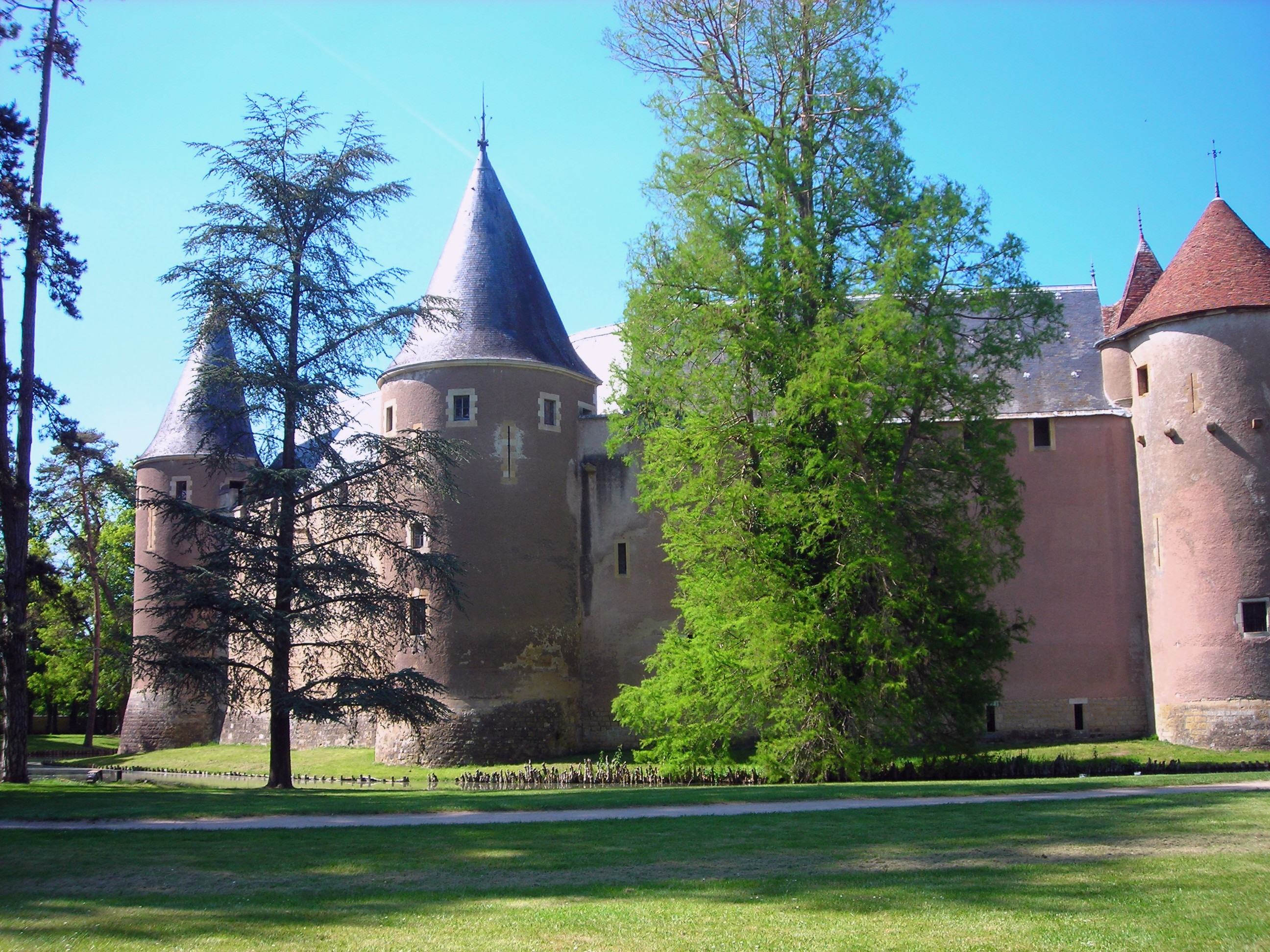
La muralla del recinto.
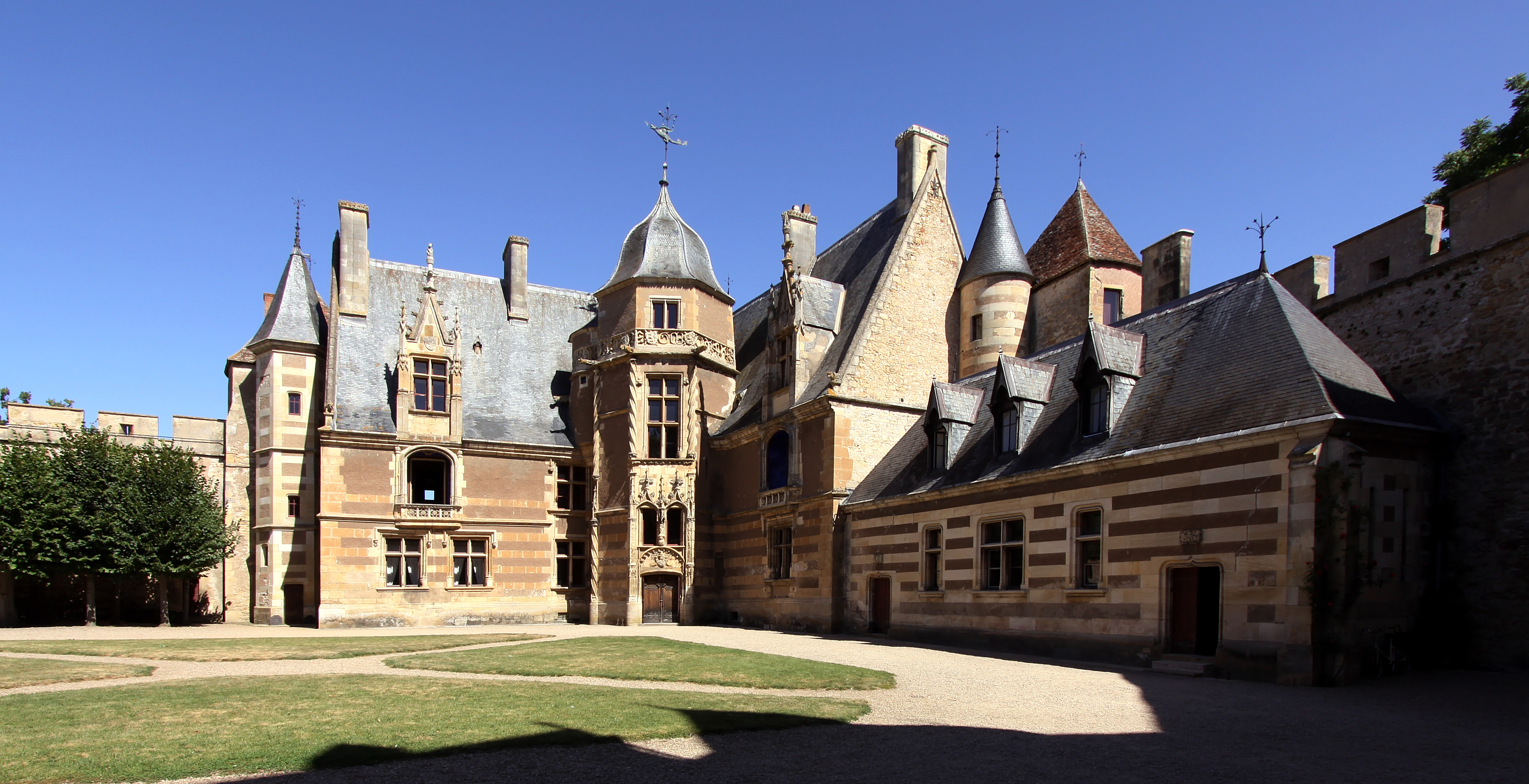
Una de las fachadas del castillo.

## El parque y los jardines
Los jardines del château, con la rosaleda y las « chartreuses », fueron creadas por las familias d'Aligny, de la Tour d'Auvergne y Peyronnet, los propietarios actuales.
El parque del castillo « à l'anglaise ». Las características del parque, incluyen árboles maduros en grandes avenidas, con gran abundancia de tilos, robles, carpes, plátanos de sombra. 
El jardín se caracteriza por la presencia de lechos de cultivo en forma de cuadros donde se cultivan plantas vivaces de temporada.
En el sotobosque se puede observar narcisos, ciclamenes o azafranes según las estaciones del año.
Colección de plantas vivaces, Geraniums, Salvia, Hostas, Alchemilla mollis, Aster, Sedum, Hemerocallis, Anemonas. 
El primer paso en la recuperación del parque fue la creación de una rosaleda con variedades de rosas antiguas que reúne una colección de rosas raras que están en peligro de desaparición. Evoca la historia de la rosa, desde sus orígenes hasta la actualidad con:
- La rosa 'Gallica', rosa nativa con flores simples;
- Rosas Provins 'Centifolia' y 'Damasco' que se crearon poco a poco, por los cruces espontáneos;
- La rosa 'indica' con olor de la rosa té, lo que provocó una verdadera revolución en las rosas reflorecientes ya que permitió que las rosas florecieran en el verano, así como su deliciosa fragancia;
- Las rosas lianas que se levantaran invadiendo árboles y las paredes de los dos pabellones del siglo XVII;
- La rosa 'Colbert' fue creada en 1989 por la Maison Delbard en honor del ministro de Luis XIV, el antepasado de los propietarios;
- La rosa 'Viridiflora' por lo extraño de su color verde;
- La rosa 'Chapeau de Napoléon' por la espuma que cubre sus sépalos;
- Rose 'Fantin' Latour por su exquisito aroma y su centenar de pétalos.

Se crearon los cinco jardines temáticos de las « chartreuses ». Estos son espacios rodeados por muros, conectados por arcadas que protegen las plantas de hortalizas y frutas de los vientos fríos. Son un testimonio de la historia de los jardines y un reconocimiento del saber hacer en los huertops cercados del renacimiento, con el cultivo sostenible de frutales. También son un ejemplo del arte de los Treillages, espalderas y de la topiaria. Los cinco jardines se ocupan de diferentes temas:
1. El jardín "bouquetier" y las "borduras mixtas" con plantas de floración que se renuevan en las distintas estaciones del año;
2. Los huertos y frutales con formas esculpidas, similares a las creadas por La Quintinie en el jardín del rey de Versalles en el siglo XVII;
3. El jardín de meditación que rodea la casa, inspirado por los frescos de « Saint François d'Assise parlant aux oiseaux » ("San Francisco de Asís  hablando con los pájaros") de Giotto;
4. El claustro de los simples con su paseo de tilos en el espíritu del Renacimiento, sus "simples" y topiarias de tejos o de manzanos;
5. Los parterres bordados de flores evocan los jardines « à la française », que alcanzaron su punto máximo con los de André Le Nôtre.

Ellos disfrutan de la etiqueta "jardines notables de Francia", otorgado por el Ministerio de Cultura de Francia.